# قطعنامه ۱۵۵۵ شورای امنیت
قطعنامه ۱۵۵۵ شورای امنیت سازمان ملل متحد که در تاریخ ۲۹ ژوئیه ۲۰۰۴ تصویب شد، سندی بین‌المللی دربارهٔ اوضاع در مورد جمهوری دموکراتیک کنگو است. این قطعنامه طی نشست ۵۰۱۴ام با ۱۵ رای موافق، ۰ مخالف و ۰ ممتنع تصویب شد.